# Кушнірик Мирослав Мар'янович
Мирослав Мар'янович Кушнірик (нар. 1 травня 1958, с. Шульганівка, Чортківський район, Тернопільська область) — український музикант, педагог.

## Життєпис
Мирослав Кушнірик народився 1 травня 1958 року в селі Шульганівка Чортківського району Тернопільської області.
Закінчив Чортківську музичну школу (1975), Тернопільське музичне училище (1981, нині музичний коледж), Одеську консерваторію (1986).
Працював:
- художнім керівником та диригентом духового оркестру (1989—2011) Тернопільського музичного училища. Перебуваючи на цій посаді колектив здобув звання лауреата всеукраїнських конкурсів:
  - гран-прі (2002, м. Трускавець; 2009, м. Моршин) та перша премія (2007, м. Хмельницький).
- завідувачем відділу духових та ударних інструментів ТМУ (2004—2010).

З 1985 року — викладач відділу духових і ударних інструментів Тернопільського музичного училища.
З 2003 року — концертмейстер та соліст-інструменталіст групи валторн академічного симфонічного оркестру Тернопільської обласної філармонії.
З 2008 року — асистент кафедри музикознавства та методики музичного мистецтва при Тернопільському національному педагогічному університеті.
З 2009 року — головний диригент міського муніципального духового оркестру «Оркестра Волі».
У 2010 році організував тернопільський квартет валторн у складі: М.Кушнірик, І. Боїло, Г. Спас, І. Строгуш.
Провів форуми валторністів на базі Тернопільського музичного училища (2011, 2013, 2016).